# IF Design Awards
iF DESIGN AWARD — международный конкурс дизайна, учреждённый в 1954 году Международным дизайнерским форумом в Ганновере (International Forum Design in Hanover) и ежегодно награждающий работы из областей промышленного и коммуникационного дизайна, а также дизайна упаковки, интерьера и архитектуры.

## История
Премия была основана в 1954 году и изначально была посвящена только промышленному дизайну (iF Product Design Award). В 2004 году была добавлена категория, посвящённая коммуникационному дизайну  (iF Communication Design Award).

## Дисциплины и номинации
Большинство из девяти дисциплин делятся на подкатегории, которые периодически обновляются и дополняются.
- Промышленный дизайн: транспортные средства, отдых и образ жизни, аудио и видеоустройства, телекоммуникации, компьютеры, офис и бизнес, освещение, гостиная и спальня, кухня, товары для дома и посуда, ванная, строительство, общественный дизайн, медицина и здравоохранение, товары для животных, эротические игрушки, промышленность, текстиль/стены и пол, спорт и др.
- Дизайн упаковки: косметика, напитки, еда, подарки, бизнес (B2B), медикаменты и фармакология и др.
- Коммуникационный дизайн: приложения и программное обеспечение, брендинг, кампании, видео и фильмы, издательство, типографика/вывески и указатели, вебсайты.
- Дизайн интерьера: культурные выставки, инсталляции, ярмарки, шоурумы, офисные интерьеры, домашние интерьеры, общественные пространства.
- Архитектура: общественная архитектура, жилая архитектура, ландшафтный дизайн.
- Дизайн интерфейсов (UI): интерфейсы цифровых средств массовой информации и продуктовые интерфейсы.
- Дизайн user experience (UX): UX продукта, коммуникаций, упаковки, дизайна интерьера и архитектуры, смешанных медиа.
- Сервисный дизайн: здоровье и медицина, транспорт и логистика, финансовые сервисы, ритейл и продажи, культура и туризм, образование, управление и государственные институты, социальное поведение и ответственность, индустрийная продуктивность и системы поддержки.
- Концептуальный дизайн (от англ. professional concept).

## Жюри
Ежегодно от 70 до 90 мировых экспертов в различных категориях дизайна в течение трёх дней смотрят, тестируют и анализируют присланные работы. Каждая категория дизайна имеет свои чёткие критерии оценки. В 2022 году основные критерии отбора победителей были представлены как Идея, Форма, Функция, Отличие и Влияние.

## Награды
Призы вручаются в Мюнхене (Германия), на торжественной церемонии награждения, собирающей более 2000 гостей из мира дизайна, политики, бизнеса и средств массовой информации. Кроме призов и дипломов в номинации «Концептуальный дизайн» (iF concept design award) присуждается денежная премия в размере 10000 евро.

## Публикации
Каталоги работ победителей.
- iF design award: product 2013 в двух томах. ISBN 978-3-7913-4810-0.
- iF design award: communication + packaging 2013. ISBN 978-3-7913-4811-7.
- iF yearbook product + material 2012 в двух томах.
- iF yearbook communication + packaging 2012.
- iF concept design award yearbook 2012. ISBN 978-3-7913-4705-9 .
- iF concept award 2011. ISBN 978-3-942776-02-8.
- iF communication design award and iF packaging award 2011. ISBN 978-3-942776-00-4.
- iF material award yearbook 2011.
- iF product design award yearbook 2011. ISBN 978-3-9427-7601-1

Другие издания о конкурсе.
- Sixty years of iF (Шестьдесят лет истории iF). ISBN 978-3942776-07-3
- BEST CREATiFES 2013. ISBN 978-37913-4812-4
- BEST CREATIFES 2012. ISBN 978-3-7913-4704-2
- Starnberger Gespräche. "How much Design can the climate take?" ISBN 978-3-00-025908-1